# Чарнушка (Великопольське воєводство)
Чарнушка (пол. Czarnuszka) — село в Польщі, у гміні Добжиця Плешевського повіту Великопольського воєводства.
Населення — 154 особи (2011).
У 1975-1998 роках село належало до Каліського воєводства.

## Демографія
Демографічна структура станом на 31 березня 2011 року:
|          | Загалом | Допрацездатний вік | Працездатний вік | Постпрацездатний вік |
| -------- | ------- | ------------------ | ---------------- | -------------------- |
| Чоловіки | 80      | 31                 | 43               | 6                    |
| Жінки    | 74      | 13                 | 49               | 12                   |
| Разом    | 154     | 44                 | 92               | 18                   |